# Championnats du monde de tir à l'arc 1977
Navigation
Édition précédente Édition suivante
Les championnats du monde de tir à l'arc 1977 sont une compétition sportive de tir à l'arc organisée du 8 au 11 février 1977 à Canberra, en Australie. Il s'agit de la 29e édition des championnats du monde de tir à l'arc.

## Médaillés

### Classique
| Épreuve            | Or                                                            | Argent                                                                         | Bronze                                                        |
| ------------------ | ------------------------------------------------------------- | ------------------------------------------------------------------------------ | ------------------------------------------------------------- |
| Individuel hommes  | Richard McKinney (USA)                                        | Takashi Kamei (JPN)                                                            | Leandro De Nardi (ITA)                                        |
| Individuel femmes  | Luann Ryon (USA)                                              | Jadwiga Wilejto (POL)                                                          | Irene Daubenspeck (USA)                                       |
| Par équipes hommes | États-Unis Darrell Pace Richard McKinney Edwin Murray Eliason | Italie Leandro De Nardi Giancarlo Ferrari Sante Spigarelli                     | Japon Takashi Kamei Takayoshi Matsushita Hiroshi Michinaga    |
| Par équipes femmes | États-Unis Luann Ryon Irene Daubenspeck Ruth Rowe             | Union soviétique Zebiniso Rustamova Lhamo Bubeevna Dashirabdanova Olga Rulenko | Australie Carole Mary Toy Maureen Adams Shirley Vera Chessher |